# Wilhelm Freund (Altphilologe)
Wilhelm Freund (* 27. Januar 1806 in Kempen, Südpreußen; † 4. Juni 1894 in Breslau) war ein deutscher Lehrer und Altphilologe.

## Leben
Wilhelm Freund, Sohn jüdischer Eltern, studierte ab 1824 in Berlin und Breslau,
eröffnete 1828 in Breslau eine jüdische Religionsschule, die er aber, von seinen orthodoxen Glaubensgenossen angefeindet, bald wieder schloss.
Hierauf lebte er meist privatisierend, war jedoch zwischenzeitlich Lehrer am Elisabethanum in Breslau und verwaltete von 1848 bis 1851 provisorisch das Direktorat des Gymnasiums in Hirschberg,
machte 1851 eine größere Reise nach England, 1853 nach Graubünden und Tirol, um das dortige Romanisch kennenzulernen,
war von 1855 bis 1870 Direktor der nach seinem Plan organisierten höheren israelitischen Gemeindeschule in Gleiwitz und lebte seitdem in literarischer Tätigkeit in Breslau.

## Publizistisches Werk
Einen Namen machte sich Freund vor allem als Lexikograph der lateinischen Sprache. So verfasste er unter anderem ein vierbändiges Wörterbuch der lateinischen Sprache nach historisch-genetischen Principien von mehr als 4.000 Seiten, das als Grundlage für anschließende englische und französische Wörterbuch-Projekte diente. Er selbst baute dabei auf dem Werk von Immanuel Johann Gerhard Scheller auf:

„Aber auch die lexikographischen Aktivitäten von W. Freund […] (1806 – 1894) sind ohne Schellers Wirken nicht denkbar; und Freund seinerseits hat einen besonders großen Einfluß auf den nichtdeutschsprachigen Raum ausgeübt: Sein vierbändiges Lexikon hat nicht nur in französischem Gewand Jahrzehnte weitergewirkt (die Übersetzung von N. Theil wurde noch 1929 nachgedruckt), sondern es ist vor allem 1850 von E. A. Andrews ins Englische übersetzt worden; diese Übersetzung ist dann von Ch. T. Lewis und Ch. Short bearbeitet worden (1879), und in dieser Form ist das Lexikon seitdem ein über den englischen Sprachraum hinaus geschätztes Hilfsmittel.“

Dazu heißt es in der New International Encyclopædia:

“His great work is the Wörterbuch der lateinischen Sprache (1834–45)  On the same principle are his Gesamtwörterbuch der lateinischen Sprache (1844–45) and the Lateinisch-deutsche und deutsch-lateinisch-griechische Schulwörterbuch (1848–55). The Latin-English dictionaries by Andrews, Smith, Lewis, and Short, and Riddle and White are all based upon his work. Only a little less important than his lexicographical work was the valuable Wie studirt man Philologie? (5th ed. 1885).”

„Sein bedeutendstes Werk ist das Wörterbuch der lateinischen Sprache (1834–45). Auf dem gleichen Prinzip beruhen sein Gesamtwörterbuch der lateinischen Sprache (1844–45) und das Lateinisch-deutsche und deutsch-lateinisch-griechische Schulwörterbuch (1848–55). Die lateinisch-englischen Wörterbücher von Andrews, Smith, Lewis und Short sowie von Riddle und White beruhen alle auf seinem Schaffen. Nur etwas weniger bedeutsam als sein lexikographisches Werk war das wertvolle Wie studirt man Philologie? (5. Aufl. 1885).“

Und in der Jewish Encyclopedia:

“Freund's principal work, ‘Wörterbuch der Lateinischen Sprache’ […], supplemented by his ‘Gesammtwörterbuch der Lateinischen Sprache’ […] and the ‚Lateinisch - Deutsche und Deutsch - Lateinisch-Griechische Schulwörterbuch‘ […], was the foundation of all the Latin-English dictionaries now in existence, and the standard book of reference of its kind for a generation of scholars. It was translated and edited by E. A. Andrews in 1850, and has been from that time in extensive use throughout England and America. Its competitors in the schools and colleges of both countries are substantially reprints or abridgments of Freund's work.”

„Freunds Hauptwerk, das ‚Wörterbuch der Lateinischen Sprache‘ […],ergänzt durch sein ‚Gesammtwörterbuch der Lateinischen Sprache‘ […] und das ‚Lateinisch-Deutsche und Deutsch-Lateinisch-Griechische Schulwörterbuch‘ […], war die Grundlage aller heute existierenden lateinisch-englischen Wörterbücher und für seinen Bereich das Standard-Handbuch für eine ganze Generation von Gelehrten. Es wurde 1850 von E. A. Andrews übersetzt und herausgegeben und ist seither in ganz England und Amerika in Gebrauch. Seine konkurrierenden Werke in den Schulen und Colleges beider Länder sind im Wesentlichen Nachdrucke oder Abkürzungen von Freunds Werk.“

## Politischer Aktivismus
Darüber hinaus engagierte sich Freund auch politisch:

„Freund spielte auch eine wichtige Rolle in der Bewegung für die jüdische Emanzipation in Preußen; das Judengesetz von 1847 ging zu einem guten Teil auf seine Bemühungen zurück.“

Und ausführlicher in der Jewish Encyclopedia:

“Freund took an active share in the inner struggle of the Jewish community of Breslau, as well as in the movement for the emancipation of the Jews of Prussia. He was the most influential factor in bringing Abraham Geiger to Breslau. He also edited (1843–44) a monthly under the title ‘Zur Judenfrage in Deutschland’, which contains many important contributions by prominent writers, and is of permanent value for the history of both the movements with which Freund identified himself. The ‘Preussisches Judengesetz’ of July 23, 1847, which still to-day forms the basis of the legal status of the Jewish communities in Prussia, was one of the consequences of Freund's activity.”

„Freund beteiligte sich aktiv an den inneren Kämpfen der jüdischen Gemeinde von Breslau sowie an der Bewegung für die Emanzipation der Juden Preußens. Er war der einflussreichste Faktor, um Abraham Geiger nach Breslau zu holen. Er gab auch eine Monatsschrift unter dem Titel ‚Zur Judenfrage in Deutschland‘ heraus (1843–44), die viele wichtige Beiträge prominenter Schriftsteller enthält und für die Geschichte der beiden Bewegungen, mit denen Freund sich identifizierte, von bleibendem Wert ist. Das ‚Preußische Judengesetz‘ vom 23. Juli 1847, das noch heute die Grundlage der Rechtsstellung der jüdischen Gemeinden in Preußen bildet, war eine der Folgen von Freunds Tätigkeit.“

## Schriften
Sein Hauptwerk ist:
- Wörterbuch der lateinischen Sprache (Leipzig 1834–1845, 4 Bände)

Im Anschluss daran verfasste er:
- Gesamtwörterbuch der lateinischen Sprache  (Breslau 1844–1845, 2 Bände; Originalschreibung „Gesammtwörterbuch …“)
- Lateinisch–deutsches und deutsch–lateinisch–griechisches Schulwörterbuch (Berlin 1848–1855, 2 Teile)

Später verfasste er zahlreiche Unterrichtsbücher, wie:
- Präparationen zu den griechischen und römischen Schulklassikern, auch zum Alten Testament (letztere mit Marx, Leipzig 1862 ff.)
- Prima, eine Sammlung von Unterrichtsbriefen zur Vorbereitung für das Abiturientenexamen
- Wanderungen auf klassischem Boden (Wohlfarth, Breslau 1889–1891, 5 Hefte [Digitalisat, Georg-Eckert-Institut])

Außerdem verfasste er:
- Cicero: Pro Milone (Breslau 1828)
- Wie studiert man Philologie?  (5. Aufl., Leipzig 1885)
- Triennium philologicum oder Grundzüge der philologischen Wissenschaften  (Leipzig 1874–1876, 6 Bände; 3. Auflage. 1885 ff.)
- Tafeln der griechischen, römischen, deutschen, englischen, französischen und italienischen Literaturgeschichte (Leipzig 1873–1875, 6 Tafeln)
- Cicero historicus. Ciceros Geschichtsangaben  (Leipzig 188l)

### Biographisches
- Wilhelm Pökel: Freund, Wilhelm (* 1806). In: Philologisches Schriftsteller-Lexikon. Leipzig 1882, S. 83 (Digitalisat – Digitalisierung durch das Teuchos-Zentrum für Handschriften- und Textforschung [online gestellt: 2012; letzte Aktualisierung: 30. April 2014]).
- Allgemeine Zeitung des Judentums:
  - Heft 6, 1886, S. 93 (Digitalisat, Goethe-Universität Frankfurt am Main)[14]
  - Heft 7, 1886, S. 108 (Digitalisat, Goethe-Universität Frankfurt am Main).[15]
- Freund, Wilhelm, Philolog. In: Meyers Konversations-Lexikon. 4. Auflage. Band 6, Verlag des Bibliographischen Instituts, Leipzig/Wien 1885–1892,  S. 677.
- A[braham Benedict] Rhine: Freund, Wilhelm. In: Isidore Singer (Hrsg.): The Jewish Encyclopedia. A descriptive record of the history, religion, literature, and customs of the Jewish people from the earliest times to the present day. Volume V. New York / London 1903, S. 509–510 (englisch, Digitalisat, JewishEncyclopedia.com – zu A[braham Benedict] Rhine siehe Hinweis in der Jewish Encyclopedia[16] und Beitrag des Goldring/Woldenberg Institute of Southern Jewish Life (ISJL) von 2017[17]). Benannte Quellen („Bibliography“):
  - Meyers Konversations-Lexikon (siehe obigen Listenpunkt Meyers Konversations-Lexikon);
  - Allg. Zeit. des Jud. 1886, S. 93, 108  (siehe obigen Listenpunkt Allgemeine Zeitung des Judentums);
  - Aḥlasaf, 1894–95, S. 466–467.
- Freund, Wilhelm (1806–94). In: Daniel Coit Gilman, Harry Thurston Peck, Frank Moore Colby (Hrsg.): The New International Encyclopædia. Volume VII. New York 1903, S. 825 (englisch, Digitalisat im Textarchiv – Internet Archive – ohne Autoren- und Quellenangaben).
- Encyclopædia Britannica, 1911: Freund, Wilhelm (englische Wikisource)
- Richard Wolf: Freund, Wilhelm. In: Lateinische Wörterbücher – Eine illustrierte Bibliographie. (ohne Quellenangaben; beachte zusätzlich zweite Seite über Freund).
- Freund, Wilhelm. Indexeintrag. In: Deutsche Biographie.

[Quellenkritische Anmerkung: Abgesehen von dem – chronologisch vorausgehenden, aber sehr kurzen – Eintrag im Philologischen Schriftsteller-Lexikon scheinen fast alle Informationen auf Meyers Lexikon, 4. Auflage, zu beruhen; allenfalls die beiden weiteren in der Jewish Encyclopedia genannten Fundstellen aus der Allgemeinen Zeitung des Judentums – davon insbesondere die erste, chronologisch ebenfalls vorausgehende – könnten eine davon unabhängige Informationsgrundlage bieten.]

### Digitalisierte Werke
- Werke von und über Wilhelm Freund in der Deutschen Digitalen Bibliothek
- Eintrag zu Wilhelm Freund in Kalliope